# Медетбаев, Жумабай Медетбаевич
Жумабай Медетбаевич Медетбаев (8 марта 1935, Ходжейли, Каракалпакская АССР — 10 мая 2005, Алма-Ата, Казахстан) — советский и казахский актер кино и театра. Народный артист Казахстана (1998). Заслуженный артист Казахской ССР (1980). Народный артист Республики Каракалпакстан (1993).

## Биография
Родился 8 марта 1935 года Ходжейли, Каракалпакская АССР, Узбекская ССР, СССР.
В 1960—1962 гг. — окончил Государственный институт искусств Узбекистана, в 1965 г. окончил актёрский факультет Казахского государственного Института Искусств имени Курмангазы.
В 1965—1966 гг. артист Карагандинский областной казахский драматический театр имени С. Сейфуллина, с 1966 — артист Казахский государственный академический театр драмы имени М. О. Ауэзова
Умер в Алма-Ате 10 мая 2005 года.

## Основные роли на сцене
- Его первая главная роль — роль Кебека в трагедии М.Ауэзова «Энлик-Кебек» (1965). Шуак, Асан, Алибек, Маман (М.Ауэзова «Черный кипчак Кобланды», «Айман-Шолпан», «Карагоз»), Толеген (Г.Мусрепов «Кыз-Жибек»), Долгов (М.Ауэзов и Л. С. Соболев «Абай»), Баттал (А.Таджибаев «Майра»), Ознобин (А.Нурпеисов «Кровь и пот»), Барак (Т.Ахтанов «Присяга»), Табай (К.Мухаммеджанов «Мы не ангел»), Акжигит (М.Корим «Это была лунная ночь»), Корифей (Еврип «Медиа»), Абыз (Софокл «Эдип патша») и др.
- Он был известен и как киноактер. Признание и любовь зрителей пришли после ролей в фильмах «Последний переход», «Кто ты, всадник», «До свидания, Медео»

## Награды
- 1976 — Почетные грамоты Верховный Совет Казахской ССР
- 1980 — Присвоено почетное звание «Заслуженный артист Казахской ССР» (за заслуги в области казахского и советского театрального искусства)
- 1993 — Народный артист Республики Каракалпакстан
- 1998 — Присвоено почетное звание «Народный артист Республики Казахстан» (за заслуги в области казахского театрального и киноискусства)